# Axien
Axien è una frazione della città tedesca di Annaburg.